# Свободна Франция
„Сражаваща се Франция“ (на френски: la France Combattante) е казионно политическо движение на френската емиграция във Великобритания по време на Втората световна война. Тя е в опозиция на колаборационистката и антисемитска Вишистка Франция.
Движението е оглавено от генерал Шарл де Гол, на когото специално за целта е предоставена щаб-квартира в Лондон. На 3 юни 1943 г. движението, като част от Съпротивата, е преименувано на Френски комитет за национално освобождение, а от 2 юни 1944 г. се казва Временно правителство на Френската република, като начело отново е генерал Де Гол, бъдещия президент на страната.